# Штефан Лукс
Штефан Лукс (Беч, 11. новембар 1888. — Женева, 3. јул 1936) је био аустроугарски пацифиста, пореклом словачки јеврејин. Несуђени правник, по занимању је био новинар и књижевник (објављивао је на немачком језику), позоришни глумац и филмски режисер.
У покушају да јавности скрене пажњу на смртну претњу која се надвијала због игнорисања антисемитских и расних прописа Нацистичке Немачке, 3. јула 1936. године ушао је у Велику већницу Лиге Народа (данас Уједињене нације) и уз повике пуцао себи у груди, смртно се ранивши.

## Биографија
Штефан Лукс (право име хебр. Шмаил Моше Бен Аврам) родио се 1888. године у Бечу али је одрастао у Малацки у словачком делу, тада Аустроугарске.
Гимназију је завршио у Братислави и потом одлази у Пешту на студије права.
Учествовао је у Великом рату (1914. − 1918) и двапут је теже рањаван.
1920. године је радио у Берлину као филмски драматург и режисер снимивши свој једини филм.
Када су нацисти освојили власт, 30. јануара 1933, Штефан са женом и сином напушта Немачку и одлази за Праг где ухлебљење налази радећи као новинар.

## Посвете
У свом филму Amen. из 2002. године, Коста Гаврас је уводне сцене посветио драматичном чину Штефана Лукса.

## Дела
- Објављивао је на немачком језику под псеудонимом Peter Sturmbusch:
  - Meine Lieder.; Wien, C. Konegen, 1911.
  - Drei Lieder für hohe Singstimme mit Klavierbegleitung; Julius Rünger; Peter Sturmbusch; Ema Destinnová; Ada Negri; Mainz : B. Schott's Söhne, 1916.
  - Liebeslieder.; Wien: Carl Konegen, 1921.
  - Nur keck : Posse mit Gesang in 3 Akten; Johann Nestroy; Peter Sturmbusch; Wien : Interterritorialer Verlag "Renaissance" (Erdtracht) 1923.
- 1920. године режирао је филм  [2].